# Phong Cốc
Phong Cốc là một phường thuộc tỉnh Quảng Ninh, Việt Nam.
Phường có diện tích 13,32 km², dân số năm 2011 là 6.043 người, mật độ dân số đạt 454 người/km².

## Địa lý
Phường Phong Cốc nằm ở trung tâm của đảo Hà Nam, cách phường Quảng Yên (trung tâm thị xã) 4 km về phía Nam, phía đông giáp Xã Liên Hoà, phía tây giáp phường Yên Hải, phía nam giáp xã Liên vị, phía bắc giáp xã Cẩm La và phường Phong Hải. Đây là địa phương có dự án Đường cao tốc Hải Phòng – Hạ Long – Vân Đồn – Móng Cái đi qua. Phường nằm trên tuyến giao thông liên xã Liên Vị Cầu Chanh, Cầu Chanh Đình Cốc.

## Lược sử
Phường Phong Cốc là phường có lich sử phát triển lâu đời. Năm 1434 Phường Phong Cốc là thôn Phong Cốc thuộc xã Phong Lưu(Nhất xã tư thôn gồm có Phong Cốc, Cẩm La, Yên Đông, Trung Bản). Năm Thành Thái thứ 2(1890) Vua Thành Thái chia xã Phong Lưu thành 4 xã: Xã Phong Cốc, xã Cẩm La, Xã Yên Đông,xã Trung Bản.
Thời nhà Lê, nhà Nguyễn và thuộc Pháp xã Phong Cốc có các xóm: Hồ Cày,Cống, Đình, Cầu Chỗ(sau chia thành Nam Cầu, Bắc Cầu), Cung Đường,Thượng,Trung, Giữa,Đông, Nghệ La(Thượng Kiều nay thuộc xã Cẩm La).Ngoài ra, người dân Phong Cốc còn tập trung thành xóm ở các xã khác như: Đồng Cốc,Đò Chanh,Giữa Đồng(Nay là phường Nam Hoà): Cửa Luỹ (Xã Cẩm La); Ván Đông xã Trung Bản (nay là xã Liên Hoà).
Thời kỳ cải cách ruộng đất Phong Cốc được chia thành 2 xã Phong Cốc và xã Yên Hồng. Ngày 23/6/1964 Bộ Nội vụ ra Quyết định số 170-NV phê chuẩn việc chia xã Phong Cốc thành 2 xã Phong Cốc và Phong Hải(thuộc huyện Yên Hưng tỉnh Quảng Ninh).
Ngày 25/11/2011 Chính phủ có Nghị Quyết số 100 về Thành lập Thị Xã Quảng Yên và các Phường thuộc thị xã Quảng Yên tỉnh Quảng Ninh, xã Phong Cốc chính thức trở lên Phường,(Phường Phong Cốc thị xã Quảng Yên tỉnh Quảng Ninh).

## Ẩm thực
Nổi tiếng bánh Gio,bánh Giầy, ngoài ra còn có các món gỏi nổi tiếng như: gỏi Hà, gỏi Ngán.

## Di tích - Danh thắng
Là một phường có lịch sử hình thành phát triển lâu đời với những truyền thống văn hoá còn lưu giữ được như lễ hội Tiên Công, Xuống Đồng, lễ hội Đình Làng và các dòng họ.
Trên địa bàn Phường có 10 nhà thờ các dòng họ:
- Nhà thờ Họ Nguyễn nằm trên địa bàn khu phố 2 (Di tích lịch sử văn hoá Quốc gia).
- Nhà thờ Họ Vũ Trọng nằm trên địa bàn khu phố 2 (Di tích lịch sử văn hoá Quốc gia).
- Nhà thờ Họ Vũ nằm trên địa bàn khu phố 2 (Di tích lịch sử văn hoá Quốc gia).
- Nhà thờ Họ Lê Sĩ nằm trên địa bàn khu phố 2.
- Nhà thờ Họ Ngô nằm trên địa bàn khu phố 3 (Di tích lịch sử văn hoá Quốc gia).
- Nhà thờ Họ Nguyễn Huy nằm trên khu phố 3.
- Nhà thờ Họ Tô nằm trên địa bàn khu phố 4.
- Nhà thờ Họ Ngô nằm trên địa bàn khu phố 5.
- Nhà thờ Họ Lê nằm trên địa bàn khu phố 5 (Di tích lịch sử văn hoá Quốc gia).
- Nhà thờ Họ Phạm nằm trên địa bàn khu phố 5.

Ngoài 10 nhà thờ các dòng Họ, trên địa bàn Phường còn có 2 di tích được Nhà nước xếp hạng kiến trúc nghệ thuật đó là di tích lịch sử văn hoá Đình Cốc(1),Miếu Cốc.